# Mr. Deeds
Mr. Deeds is een Amerikaanse komische film uit 2002. Het is een
remake van Mr. Deeds Goes to Town uit 1936.

## Verhaal
Als oprichter en eigenaar van Blake Media - een groot bedrijf dat veel radio- en televisiestations bezit met 50.000 werknemers - Preston Blake overlijdt bij het beklimmen van de Mount Everest begint een zoektocht naar zijn erfgenamen. Die lijken er eerst niet te zijn, maar dan wordt Longfellow Deeds gevonden. Deeds is een eenvoudige jongen uit een klein dorpje met het hart op de juiste plaats. Preston Blake was zijn oom en zo erft hij diens aandeel van 49 procent in het bedrijf ter waarde van 40 miljard dollar. Blake Media-directeur Chuck Cedar wil hem voor dat bedrag uitkopen en haalt Deeds naar New York om de details van die overeenkomst uit te werken.
De erfenissaga van Blake Media is intussen groot nieuws en alle media proberen uit te vissen wie het fortuin heeft geërfd. Journaliste Babe Bennett krijgt als opdracht Deeds' levensverhaal te ontfutselen. Ze doet zich voor als de brave schoolverpleegster Pam Dawson en laat zich zogezegd overvallen zodat Deeds haar kan redden.
De twee beginnen uit te gaan en na een tijdje valt Bennett voor Deeds' charmes. Dan wordt ze door haar baas op televisie ontmaskerd. Verraden en overstuur verkoopt Deeds zijn aandelen aan Chuck Cedar, doneert de miljarden aan een goed doel en vertrekt terug naar huis. Daar hoort hij dat het bedrijf zal worden geliquideerd en dat alle werknemers hun baan zullen verliezen, maar daar kan Deeds nu niets meer aan verhelpen. Ook komt Bennett hem opzoeken, maar Deeds wijst haar af.
Op de algemene vergadering, waar de aandeelhouders de liquidatie moeten goedkeuren, komt plots Deeds binnen en neemt het woord, want die ochtend had hij één aandeel teruggekocht. Hij kan er de aandeelhouders van overtuigen hun hart te tonen en hun aandelen niet te verkopen. Cedar heeft echter 49 procent en heeft een volmacht op 2 procent van enkele Franse aandeelhouders en keurt alleen de liquidatie goed.
Dan onthult Bennett echter dat niet Deeds, maar Preston Blakes buitenechtelijke zoon en butler Emilio de rechtmatige erfgenaam is. Daardoor is Deeds' verkoop nietig en kan Emilio de controle over het bedrijf nemen. Eerst ontslaat hij Cedar en dan geeft hij Deeds als dank 1 miljard dollar. Deeds gaat opnieuw naar huis, en neemt Bennett mee. Daar gaat hij, samen met Bennett, opnieuw aan de slag in de pizzazaak. Ook koopt hij een rode Corvette voor iedereen in het dorp. Ten slotte krijgt hij bericht van wenskaartenproducent Hallmark die een van zijn ontwerpen, Deeds' hobby, wil kopen. Het is het kaartje dat hij eerder schreef voor Bennett.

## Rolverdeling
| Acteur           | Personage                 | Opmerkingen                                                                     |
| ---------------- | ------------------------- | ------------------------------------------------------------------------------- |
| Adam Sandler     | Longfellow Deeds          | Eenvoudige plattelandsjongen die een fortuin erft.                              |
| Winona Ryder     | Babe Bennett / Pam Dawson | Journaliste die Deeds misleidt om zijn verhaal in primeur te kunnen publiceren. |
| John Turturro    | Emilio Lopez              | Butler in Deeds' nieuwe appartement.                                            |
| Allen Covert     | Marty                     | Collega van Bennett.                                                            |
| Peter Gallagher  | Chuck Cedar               | Directeur van Blake Media.                                                      |
| Jared Harris     | Mac McGrath               | Bennetts baas.                                                                  |
| Erick Avari      | Cecil Anderson            | Blake Media's advocaat.                                                         |
| Peter Dante      | Murph                     | Vriend van Deeds in zijn thuisdorp.                                             |
| Conchata Ferrell | Jan                       | Bazin van de pizzazaak waar Deeds werkt.                                        |
| Harve Presnell   | Preston Blake             | Oprichter van Blake Media en - door niemand geweten - oom van Deeds.            |
| Steve Buscemi    | Crazy Eyes                | Vriend van Deeds in zijn thuisdorp.                                             |
| John McEnroe     | zichzelf                  | Neemt Deeds op sleeptouw in New York.                                           |

## Prijzen en nominaties
De film kreeg volgende prijzen en nominaties:
- ASCAP Film- en Televisiemuziekprijzen 2003: Winnaar meest gespeelde lied uit een film voor Dave Matthews.
- BMI Film- en tv-prijzen 2003: Winnaar Teddy Castellucci.
- Kids' Choice Awards 2003: Winnaar favoriete filmacteur voor Adam Sandler.
- MTV Movie Awards 2003: Nominatie beste komisch optreden voor Adam Sandler.
- Golden Raspberry Awards 2003:
  - Nominatie slechtste acteur voor Adam Sandler (ook voor Eight Crazy Nights).
  - Nominatie slechtste actrice voor Winona Ryder.
  - Nominatie slechtste vervolg.
- Teen Choice Awards 2002:
  - Winnaar film - filmkeuze van de zomer.
  - Nominatie film - keuzeacteur, komedie voor Adam Sandler.
  - Nominatie film - keuzeactrice, komedie voor Winona Ryder.
- Wereldstuntprijzen 2003: Nominatie Taurus Award beste algemene stunt door een stuntvrouw voor Mary Albee en Dorenda Moore (voor het gevecht in de pizzazaak).